# Mooswald (Gemeinde)
Mooswald ist eine ehemalige Gemeinde im Bezirk Villach-Land in Kärnten. Die fast ausschließlich aus bergbäuerlichen Gehöften bestehende Gemeinde wurde im Zuge einer Gemeindereform in Kärnten mit 1. Jänner 1964 aufgelöst.

## Geographie

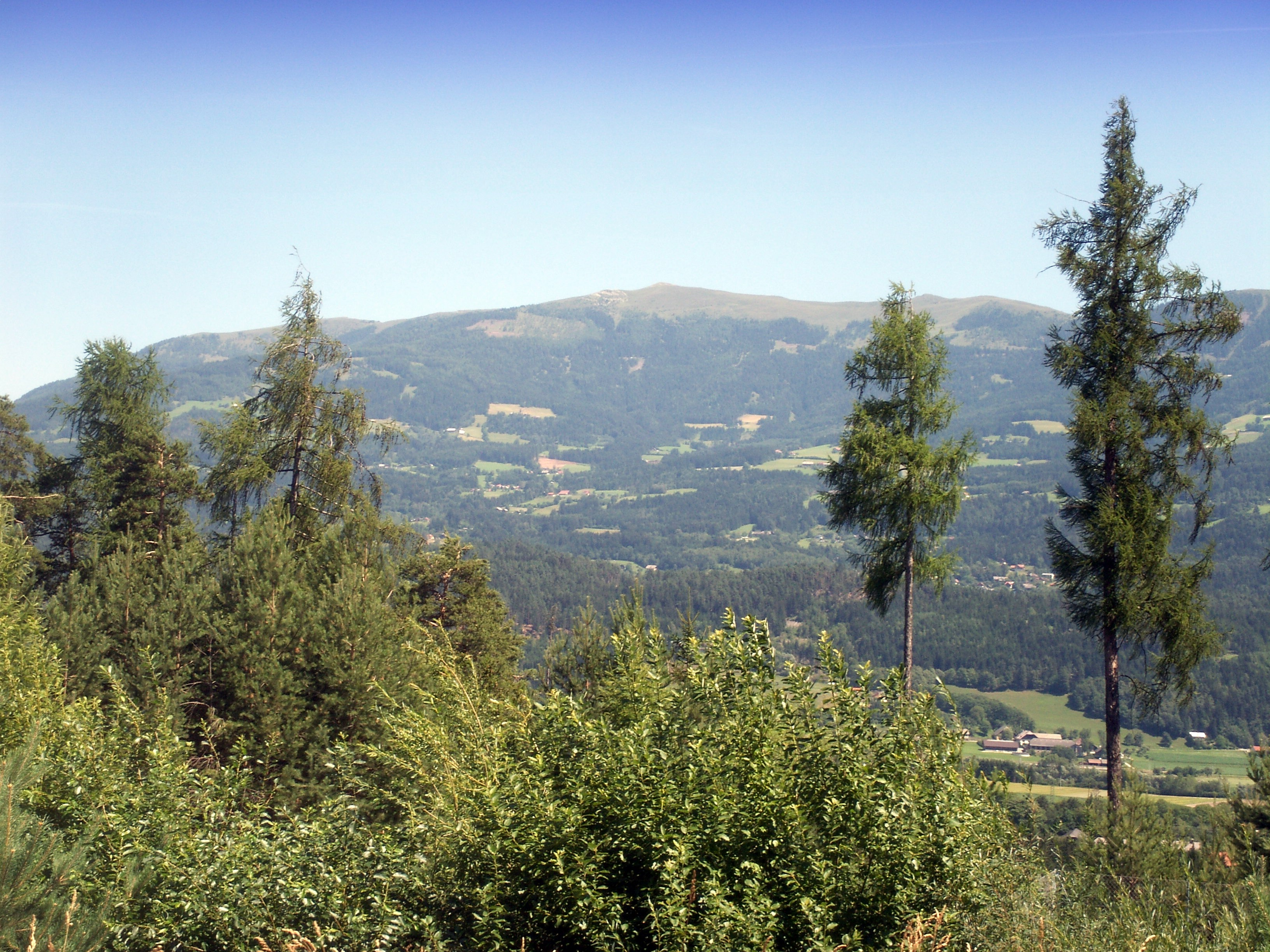
Der Mirnock mit dem ehemaligen Gemeindegebiet von Südwesten

Das Gemeindegebiet erstreckte sich weitläufig entlang der Hänge an der West- bzw. Südwestflanke des Mirnocks, eines bis zu 2110 Meter hohen Gebirgsstocks der Nockberge. Die eher sanften Hänge und breiten, grasbewachsenen Gipfel eignen sich gut für die Almwirtschaft. Die Umgebung ist wasserreich, trotz der Hanglage gibt es Moorwiesen und versumpfte Waldabschnitte. Der Gschrietbach entwässert das Gemeindegebiet nach Norden in den Millstätter See, mehrere kleinere Bäche fließen Richtung Westen in die Drau. Im Westen grenzte Mooswald an die Gemeinden Ferndorf bzw. (während der zeitweisen Eingliederung von Ferndorf dort) an Paternion im Talboden des Drautales. Im Norden lag Radenthein, östlich (auf der anderen Seite des Mirnocks) Feld am See, Afritz am See und Treffen. Im Süden grenzte die Gemeinde an Fresach und Weißenstein.

### Gemeindegliederung
Mooswald war in die folgenden Katastralgemeinden untergliedert:
- Mooswald
- Gschriet (Aussprache: [ɡʃʁɪˑɐt])
- Tragenwinkel (mitunter „Tragnwinkel“)

## Geschichte

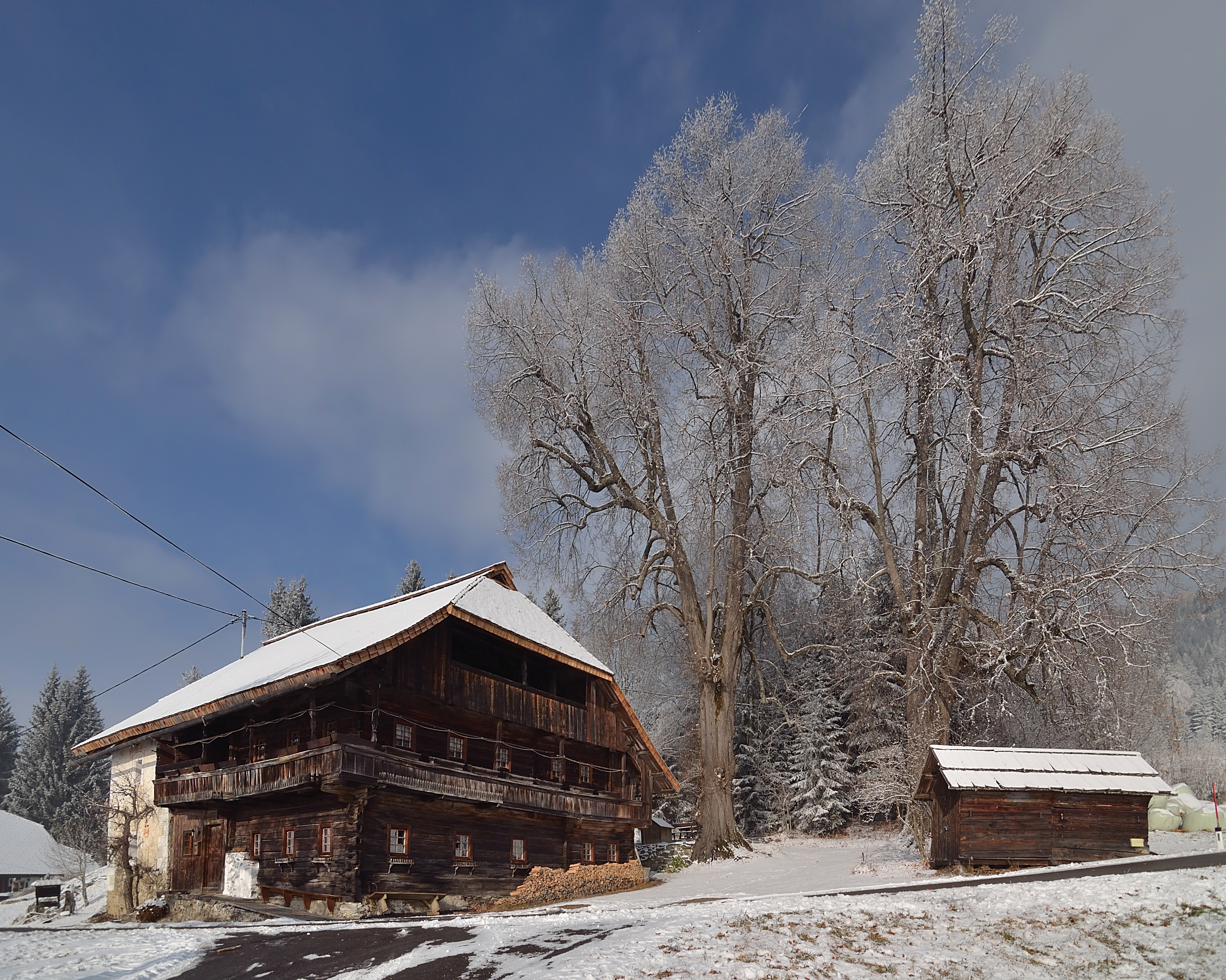
Der denkmalgeschützte Bauernhof „Gneser“ in Mooswald

Das Drautal zu Füßen der Gemeinde ist ein alter Siedlungsgrund. Verstreute vorgeschichtliche Funde belegen menschliche Aktivitäten zumindest seit der Bronzezeit. Am Fuß des Mirnocks, direkt unterhalb des Gemeindegebietes, liegen die laténezeitliche Befestigungsanlage Stadtgörz sowie der Duel, eine befestigte Siedlung aus der Spätantike. Im Frühmittelalter siedelte sich slawische Bevölkerung in der Gegend an (Vgl. Karantanien). Ein Beleg dafür ist der Name der KG Gschriet, der von čret oder čreta („Sumpfwald“, "morastiger Ort, Ried") hergeleitet wird und damit quasi eine slawische Version des Gemeindenamens darstellt. Erste größere Rodungen und Urbarmachungen im Gemeindegebiet von Mooswald dürften im 11. und 12. Jahrhundert während der Herrschaft der Grafen Ortenburg geschehen sein. Aufgrund seiner peripheren Lage und bäuerlichen Struktur fand Mooswald vor der Gemeindeerhebung eher beiläufig und im Kontext mit anderen Ereignissen Erwähnung. Im Jahr 1666 wurde ein Stephan N. aus Tragenwinkel im Zuge der Hexenverfolgung zum Tode verurteilt. Er war unter anderem beschuldigt, Unwetter hervorzurufen, die die Mühlen der Bauern zerstörten, sowie (als Wolf verwandelt) Schafe in der Umgebung zu reißen.
In Mooswald und den umliegenden Gemeinden entwickelte sich im Zuge der Gegenreformation ein ausgeprägter Kryptoprotestantismus. Viele Bewohner verblieben trotz intensiver Bemühungen der Obrigkeit, die bis hin zu Deportationen reichten, bei ihrer neuen Religion. Erst mit dem Toleranzpatent Kaiser Josephs II. von 1781 durften die Protestanten wieder öffentlich auftreten. Folglich konnte 1784 im benachbarten Fresach ein sogenanntes Toleranzbethaus als protestantisches Gotteshaus geweiht werden, in dem heute das Evangelische Diözesanmuseum Fresach untergebracht ist. Mooswald selbst verfügte nie über ein eigenes Gotteshaus oder gar eine Pfarre.
Im Jahr 1849 erließ Franz Joseph I. sein Gemeindegesetz, womit die Gemeinden als Gebietskörperschaften konstituiert wurden. Die damit gegründete Gemeinde Mooswald wurde dem ebenfalls neu geschaffenem Gerichtsbezirk Paternion (1977 aufgelöst) zugeordnet. Als „Gemeindeamt“ diente das Privathaus des jeweiligen Bürgermeisters.
Die einklassige Volksschule Gschriet wurde 1872 als Expositur der Volksschule Fresach gegründet und 1874 eigenständig. Da eine tägliche An- und Abreise nicht zumutbar war, erhielt der zuständige Lehrer ein kleines Haus neben der Schule als Dienstunterkunft. Nach Einstellung des Betriebs in der zuletzt wieder einklassigen Schule wurde das Schulhaus 2007 abgerissen. Ab 1913 wurde Mooswald vom Postamt Fresach aus regulär von einem Briefträger bedient, im Zuge dessen wurden im Gemeindegebiet insgesamt sieben Briefkästen installiert. 1952 wurde in der KG Mooswald eine weitere, einklassige Volksschule eröffnet – ein Gastwirt stellte seinen Tanzsaal als Räumlichkeit zur Verfügung. Nach wie vor war die Gemeinde nicht an das öffentliche Stromnetz angeschlossen, mancherorts hatten Bauern sich zusammengetan und Generatoren in ihren Wassermühlen installiert. Erst ab den späteren 1950er-Jahren wurde das isolierte Gebiet durch Investitionen in das Straßen- und Stromnetz enger an die Außenwelt angebunden.
Mit dem 1. Jänner 1964 wurde die weitläufige und strukturschwache Gemeinde schließlich aufgelöst und ihr Gebiet den Nachbargemeinden Fresach und Ferndorf zugeschlagen.

## Bevölkerung

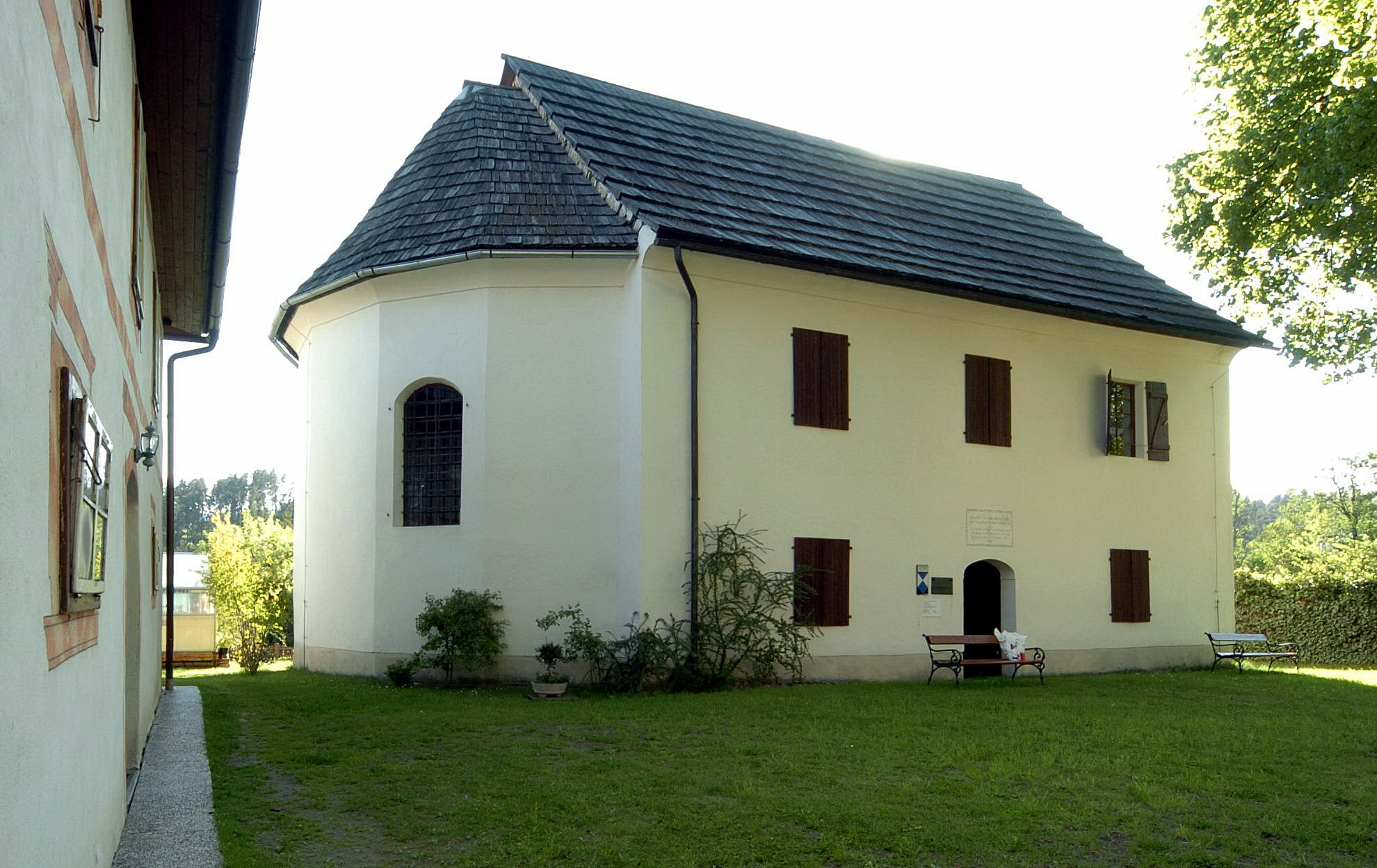
Das ehemalige Toleranzbethaus in Fresach

Anders als bei den Talgemeinden, deren Bevölkerung durch den Eisenbahnbau und die einsetzende Industrialisierung teils stark zunahm, veränderte sich die Einwohnerzahl von Mooswald bis knapp vor den Zweiten Weltkrieg insgesamt nur geringfügig. Bei ihrer Gründung 1849 hatte die Gemeinde 724 Einwohner. In den fünf Jahrzehnten bis zur Volkszählung 1900 war sie nur um rund 12,5 % auf 815 Bewohner angewachsen. Bis 1910 folgte dann ein relativ starkes Wachstum auf 862 Bewohner. Die Jahre des Ersten Weltkrieges brachten einen leichten Rückgang auf 834 Einwohner (Volkszählung 1920), bei der Volkszählung 1923 wurde mit 866 Bewohnern wieder das Niveau von 1910 erreicht. Bedingt durch den Zweiten Weltkrieg und den Strukturwandel in der Landwirtschaft nahm die Bevölkerung in weiterer Folge bis zur Gemeindeauflösung (und darüber hinaus) tendenziell ab.
Auffällig ist der im Vergleich zum Rest Österreichs sehr hohe Anteil an Protestanten. Bei der Volkszählung 1910 standen in Mooswald 642 Protestanten nur 220 Katholiken gegenüber, was einem Anteil von fast 75 % entspricht. Bei der Volkszählung 2001 betrug dieser Anteil in der Gemeinde Fresach rund 66,6 % und in der Gemeinde Ferndorf 36,4 % – in Österreich insgesamt liegt er unter 4 %.

## Wirtschaft
Mooswald war weitgehend von bergbäuerlicher Land- bzw. Almwirtschaft sowie ergänzend durch Forstwirtschaft geprägt. Wichtige Arbeitgeber außerhalb der Gemeinde waren die Industriebetriebe im Tal, die sich durch Ausbau des Eisenbahnnetzes mit Tauernbahn bzw. Drautalbahn vermehrt ansiedelten. Bedeutende Arbeitgeber waren (und sind) beispielsweise die Herrschaft Paternion (Forstwirtschaft und Bergbau) oder die Magnesitwerke in Radenthein (heute RHI Magnesita).
Begünstigt durch den Eisenbahnbau und den sich ab dem späten 19. Jahrhundert entwickelnden Fremdenverkehr am nahen Millstätter See setzte langsam auch etwas Tourismus in Mooswald ein. Das Alpenhaus Mirnock (heute Renates Einkehr) am obersten Ende des Siedlungsgebietes von Gschriet etablierte sich als Ausgangspunkt für Schi- und Wandertouren. Nach dem Zweiten Weltkrieg begann auch der Agrotourismus („Urlaub am Bauernhof“) eine Rolle zu spielen. Bis in die 90er-Jahre wurde in Gschriet ein kleiner Schilift betrieben.

## Entwicklung nach Auflösung der Gemeinde
Bei der Auflösung der Gemeinde 1964 wurden Mooswald und Tragenwinkel Katastralgemeinden von Fresach, Gschriet eine Katastralgemeinde von Ferndorf. Eine gewisse Bekanntheit erlangte Mooswald während der 1970er Jahre als Geburtsort des Abfahrtsolympiasiegers Franz Klammer. Heute mischt sich eine zunehmende Zahl von Ferienhäusern und Zweitwohnsitzen zwischen die Bauernhöfe. Einige Landwirte haben sich zur Förderung des Tourismus zur ARGE "Mirnockbauern" zusammengeschlossen, ein gemeinsam betreuter Kneippweg entlang des Gschrietbaches dient dem sanften Tourismus. Am Weg auf den Gipfel des Mirnocks bilden 30 Menhire eine Scala Paradisi genannte Kunstinstallation. Ein groß dimensioniertes Ferienhüttendorf befindet sich in der Planungsphase.

## Persönlichkeiten
- Johanna Oberrauter (* 1924, † 2013), Mundartdichterin, langjährige Gemeinderätin in Spittal an der Drau, aus Mooswald gebürtig.
- Franz Klammer (* 1953), Skirennläufer, Olympiasieger Innsbruck 1976 (Abfahrt), aus Mooswald gebürtig.
- Günther Steyrer (* 1931, † 1986), Mundartdichter, Komponist und Chorleiter, Schulleiter in Gschriet.